# John Middleton Murry

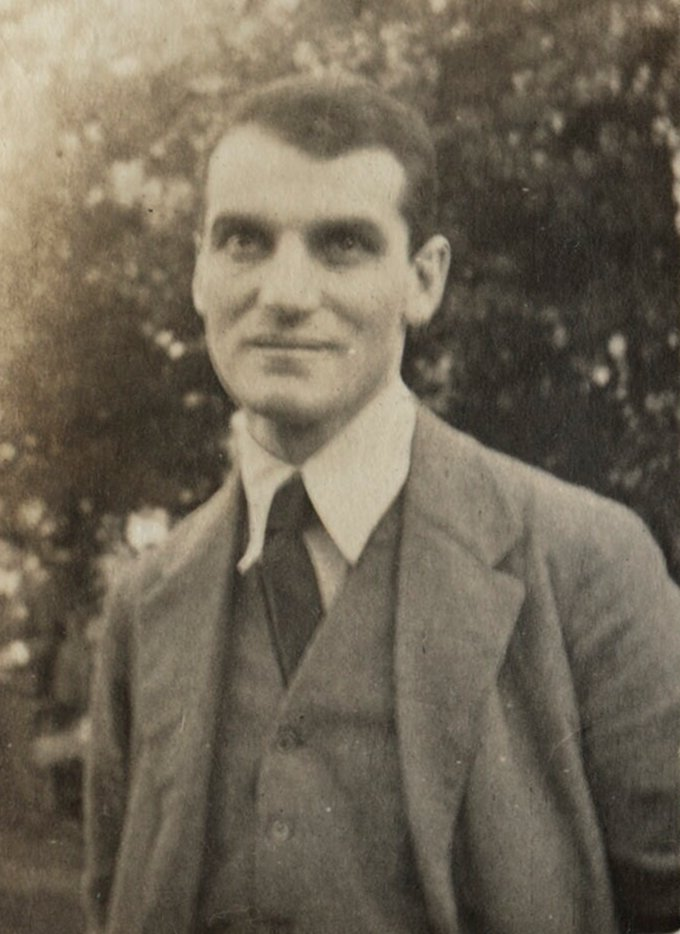
John Middleton Murry, 1917 (foto door Lady Ottoline Morrell (1873-1938))

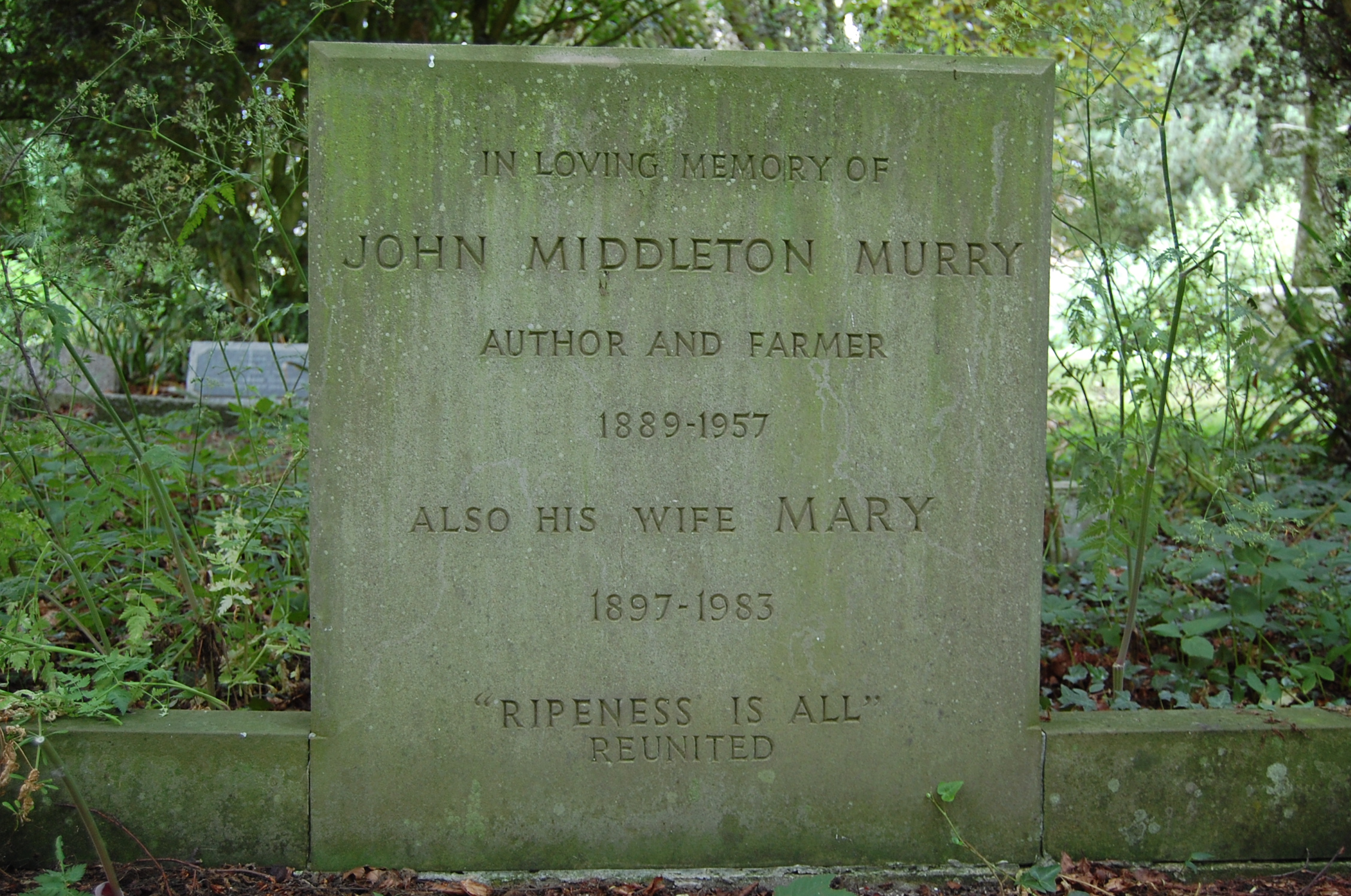
Graf van John Middleton Murry nabij St Nicholas' church, Thelnetham, Suffolk

John Middleton Murry (Peckham, Londen, 6 augustus 1889 – Bury St. Edmunds, Suffolk, 12 maart 1957) was een Engels schrijver, journalist en criticus die tientallen boeken schreef en talloze artikelen, essays en recensies op het gebied van literatuur, politiek en sociale aangelegenheden. Hij was de tweede echtgenoot van de succesvolle schrijfster Katherine Mansfield en bevriend met de schrijver D.H. Lawrence en diens vrouw Frieda.

## Biografie
Murry was de zoon van een arme maar ambitieuze en strenge ambtenaar die gebrand was op een goede opleiding voor zijn zoon. Onder deze druk leerde hij al lezen toen hij drie jaar oud was. Hij bezocht achtereenvolgens de public school Christ's Hospital en het Brasenose College van de Universiteit van Oxford.
Aan het eind van zijn tweede studiejaar, in 1911, startte hij met een studiegenoot het literaire tijdschrift Rhythm, waarvan hij de redactie voerde. In het najaar van datzelfde jaar leerde hij Katherine Mansfield kennen, nadat zij een kort verhaal voor het blad had ingestuurd. Zij werd vervolgens mede-redacteur van Rhythm. In het voorjaar van 1912 gingen zij samenwonen en hij trouwde met haar na haar scheiding in 1918.
Het paar maakte, eveneens door een ingestuurd verhaal voor het blad in 1913, kennis met D.H. Lawrence en Frieda, waarna een nauwe maar ingewikkelde relatie ontstond. De twee paren verkeerden dicht in elkaars omgeving en overwogen zelfs om samen te gaan wonen, maar een ruzie leidde uiteindelijk tot een zekere verwijdering, hoewel het contact in stand bleef. In Lawrences roman Women in Love zou hij de figuren Gerald Crich en Gudrun Brangwen hebben gemodelleerd naar John en Katherine.
In 1921 werd Murry redacteur van het gerenommeerde literaire tijdschrift Athenaeum. Hij was eveneens oprichter en redacteur (tot 1930) van het literaire tijdschrift The Adelphi.
Kattherine Mansfield overleed in 1923 aan de gevolgen van tuberculose. Murry had hierop een korte affaire met Frieda Lawrence, maar trouwde in 1924 met Violet le Maistre, een vrouw die qua uiterlijk sterk op Katherine leek en ook schrijversambities had. Zij kregen twee kinderen, Katherine en John. Violet overleed in 1931, eveneens aan tuberculose.
Hierna trouwde Murry nog tweemaal, eerst met zijn huishoudster Betty Cockbayne, met wie hij ook twee kinderen had. Zij bleek echter gewelddadig, zowel tegen haar echtgenoot als diens kinderen en zij gingen uiteen in 1941. Hij ging hierop samenwonen met Mary Gamble en trouwde met haar in 1954, na de dood van Betty Cockbayne. De jong overleden Katherine Mansfield bleef al die tijd echter belangrijk voor hem. Hij redigeerde veel van haar werk na haar overlijden.
Murry overleed aan een hartaanval op 13 maart 1957, op 67-jarige leeftijd.

## Werk
- Fyodor Dostoevsky: A Critical Study (1916)
- Still Life (1916) roman
- Poems: 1917-18 (1918)
- The Critic in Judgement (1919)
- The Evolution of an Intellectual (1920)
- Aspects of Literature (1920)
- Cinnamon & Angelica (1920)
- Poems: 1916-1920 (1921)
- Countries of the Mind (1922)
- Pencillings (1922)
- The Problem of Style (1922)
- The Things We Are (1922) roman
- Wrap Me Up in My Aubusson Carpet (1924)
- The Voyage (1924) roman
- Discoveries (1924)
- To the Unknown God (1925)
- Keats and Shakespeare (1925)
- The Life of Jesus (1926)
- Journal of Katherine Mansfield (1927) redactie
- The Letters of Katherine Mansfield (1928) redactie
- Things to Come (1928)
- God: An Introduction to the Science of Metabiology (1929)
- D .H. Lawrence (1930)
- Son of Woman: The Story of D. H. Lawrence (1931)
- Studies in Keats (1931)
- The Necessity of Communism (1932)
- Reminiscences of D.H. Lawrence (1933)
- William Blake (1933)
- The Biography of Katherine Mansfield (1933) met Ruth E. Mantz
- Between Two Worlds (1935) (autobiografie)
- Marxism (1935)
- Shakespeare (1936)
- The Necessity of Pacifism (1937)
- Heaven and Earth (1938)
- Heroes of Thought (1938)
- The Pledge of Peace (1938)
- The Defence of Democracy (1939)
- The Price of Leadership (1939)
- Europe in Travail (1940)
- The Betrayal of Christ by the Churches (1940)
- Christocracy (1942)
- Adam and Eve (1944)
- The Free Society (1948)
- Looking Before and After: A Collection of Essays (1948)
- The Challenge of Schweitzer (1948)
- Katherine Mansfield and Other Literary Portraits (1949)
- The Mystery of Keats (1949)
- John Clare and other Studies (1950)
- The Conquest of Death (1951)
- Community Farm (1952)
- Jonathan Swift (1955)
- Unprofessional Essays (1956)
- Love, Freedom and Society (1957)
- Not as the Scribes (1959)
- John Middleton Murry: Selected Criticism 1916-1957 (1960) redactie Richard Rees